# Ioánnis Chrysáfis
Ioánnis Chrysáfis (en grec moderne : Ιωάννης Χρυσάφης), né en 1873 à Athènes et mort en 1932, est un gymnaste grec.
Chrysáfis participe au concours par équipe des barres parallèles avec l'Ethnikos Gymnastikos Syllogos (Ioánnis Mitrópoulos, Fílippos Karvelás et Dimítrios Loúndras) lors des Jeux olympiques d'été de 1896 à Athènes. L'équipe termine troisième et dernière, seules trois équipes sont engagées.

## Palmarès

### Jeux olympiques
- Athènes 1896
  -  médaille de bronze aux barres parallèles par équipes